# Christian Wiyghan Tumi
Christian Wiyghan Tumi (Kikaikelaki, 15 oktober 1930 – Douala, 3 april 2021) was een Kameroens geestelijke en een kardinaal van de Rooms-Katholieke Kerk.
Tumi studeerde aan het seminarie van Enugu. Hij werd op 17 april 1966 priester gewijd. Vervolgens vervulde hij pastorale functies in het bisdom Buéa. Van 1969 tot 1973 studeerde hij filosofie en theologie aan de universiteit van Lyon en van Fribourg. Na zijn terugkeer naar Kameroen was hij van 1973 tot 1979 de eerste rector van het grootseminarie van Bamenda.
Tumi werd op 6 december 1979 benoemd tot bisschop van Yagoua; zijn  bisschopswijding vond plaats op 6 januari 1980. Op 19 november 1982 werd hij benoemd als aartsbisschop-coadjutor van Garoua. Toen Yves-Joseph-Marie Plumey op 17 maart 1984 met emeritaat ging, volgde Tumi hem op als aartsbisschop. Op 31 augustus 1991 werd hij benoemd tot aartsbisschop van Douala.
Tumi werd tijdens het consistorie van 28 juni 1988 kardinaal gecreëerd; hij was de eerste kardinaal afkomstig uit Kameroen. Hij kreeg de rang van kardinaal-priester. Zijn titelkerk werd de Santi Martiri dell’Uganda a Poggio Ameno; hij was de eerste titularis van deze kerk. Hij nam deel aan het conclaaf van 2005.
Tumi ging op 17 november 2009 met emeritaat. Hij overleed in 2021 op 90-jarige leeftijd.
- Bibliothèque nationale de France: cb162524348 (data)
- Gemeinsame Normdatei: 119228505
- International Standard Name Identifier: 0000 0001 2279 6159
- Library of Congress Control Number: n98065420
- Nederlandse Thesaurus van Auteursnamen: 333902300
- Istituto Centrale per il Catalogo Unico: LIGV034596
- Système universitaire de documentation: 05938798X
- Virtual International Authority File: 48543686
- WorldCat: E39PBJB4gQMC7rbFmFvkrQhrbd